# 郭文浩
郭文浩（英語：Kwok Man Ho，1993年12月25日 - ），香港政治人物，註冊社工，香港民主黨成員，前元朗區議會晴景選區議員，前街工成員。
郭文浩曾為街工的社區幹事，但在2018年11月，郭文浩與同為在天水圍天晴邨工作的社區幹事林子晴及梁彩琴被街工以財政困難為由遭解僱。郭文浩於今年3月經時任新界西立法會議員尹兆堅推薦下加入民主黨。10月4日，報名參選2019年11月24日舉行的2019年元朗區議會晴景選區區議員，選舉期間獲時任立法會議員尹兆堅、時任立法會議員鄺俊宇、時任元朗區議員黃偉賢、時任葵青區議員黃潤達等人表態支持，並於11月24日擊敗當選兩屆的工聯會鄧焯謙，當選成為元朗區議員。

## 從政生涯

### 2019年香港區議會選舉
- 2019年香港區議會選舉中，以3,809票當選元朗區議會晴景選區區議員。

| 政党   | 政党   | 候选人    | 票数  | %     | ±      |
| ------ | ------ | --------- | ----- | ----- | ------ |
|        | 民主黨 | ①. 郭文浩 | 3,809 | 54.70 | 不適用 |
|        | 工聯會 | ②. 鄧焯謙 | 3,154 | 45.30 | -34.01 |
| 多数票 | 多数票 | 多数票    | 655   | 9.41  | -49.22 |